# Saint-Sulpice-de-Mareuil
Saint-Sulpice-de-Mareuil – miejscowość i dawna gmina we Francji, w regionie Nowa Akwitania, w departamencie Dordogne. W 2013 roku populacja gminy wynosiła 119 mieszkańców. Nazwa miejscowości pochodzi od imienia św. Sulpicjusza. 
W dniu 1 stycznia 2017 roku z połączenia dziewięciu ówczesnych gmin – Beaussac, Champeaux-et-la-Chapelle-Pommier, Les Graulges, Léguillac-de-Cercles, Mareuil, Monsec, Puyrenier, Saint-Sulpice-de-Mareuil oraz Vieux-Mareuil – utworzono nową gminę Mareuil-en-Périgord. Siedzibą gminy została miejscowość Mareuil. 